# Erbele
Erbele ist ein Texteditor für macOS Sierra. Es werden verschiedene Programmiersprachen unterstützt, für welche Erbele auch Syntaxhervorhebung beherrscht. Erbele wird seit 2016 von Andreas Bentele entwickelt.
Das Programm basiert auf Fraise, welches seit 2010 nicht mehr weiterentwickelt bzw. released wurde, und nicht mit macOS Sierra kompatibel ist. Fraise basiert auf Smultron. Erbele ist das schwäbische Wort für Wald-Erdbeere, welche auch das Logo des Programmes ziert. Dieser Name ist in Anlehnung an „Smultron“, was auf Schwedisch ebenfalls Wald-Erdbeere bedeutet.
Erbele ist als Open-Source-Software zum kostenfreien Download verfügbar.